# Wilhelm Crohne
Wilhelm Crohne (* 14. Juli 1880 in Berlin; † 26. April 1945 ebenda) war ein deutscher Jurist und Vizepräsident am Volksgerichtshof in Berlin.

## Leben
Wilhelm Crohne studierte Rechtswissenschaft an der Eberhard Karls Universität Tübingen und wurde 1907 in Heidelberg zum Doktor der Rechte promoviert.
Er nahm nach der juristischen Ausbildung 1910 eine Tätigkeit als Gerichtsassessor auf. Ab 1911 bis Mitte 1913 war er Richter in der deutschen Verwaltung in Deutsch-Ostafrika. Er hatte Schwierigkeiten, sich auf die Mentalität der dortigen Einwohner umzustellen. Mit Schreiben vom 26. Mai 1913 kündigte ihm das Reichskolonialamt, da er sich nicht „in die Anschauungen und Denkweisen der Neger hineinzuversetzen“ verstehe.
Am Ersten Weltkrieg nahm er von 1914 bis 1918 im Range eines Hauptmanns teil. Noch 1915 wurde er in Berlin zum Amtsgerichtsrat ernannt. Fünf Jahre später erfolgte die Ernennung zum Landgerichtsrat, 1924 zum Landgerichtsdirektor.
Ende der 1920er Jahre wurde er in die laufenden politischen Prozesse verwickelt. So wirkte er beim Urteil gegen die Zeitschrift Die Weltbühne im Weltbühne-Prozess mit. Dabei wurde er 1928 dienstlich gerügt, da er im Text des Urteils den Begriff „polnische Horden“ verwendet hatte und Carl von Ossietzky als „gemein“ charakterisiert hatte.
Im Jahr 1931 wurde er Mitglied der Deutschen Volkspartei (DVP). Bald orientierte er sich politisch zu den Nationalsozialisten und trat zum 1. September 1932 in die NSDAP ein (Mitgliedsnummer 1.331.607).
Im April 1933 wurde er in das preußische Justizministerium berufen und leitete dort ab 16. Mai 1933 als Ministerialdirektor die Strafabteilung. In der Zeitschrift Preußische Justiz (später in Deutsche Justiz umbenannt) veröffentlichte er 1933 einen Artikel Bedeutung und Aufgaben der Sondergerichte, womit er quasi justizpolitische Leitlinien entsprechend den Vorgaben der NSDAP entwarf (Sondergerichte wurden im NS-Regime erst 1934 eingerichtet).
Dabei betonte er besonders die Aufgaben der Sondergerichte in Friedenszeiten:

„Im Frieden sind Sondergerichte dazu berufen, […] durch schnelle und nachdrückliche Ausübung der Strafgewalt darauf hinzuwirken, daß unruhige Gemüter gewarnt und beseitigt werden und daß der reibungslose Gang der Staatsmaschine nicht gestört wird.“

In diesem Zusammenhang gab er auch den Maßstab in den Fällen vor Gericht vor, wo die Beweislage zugunsten des Angeklagten anzunehmen ist, wenn berechtigte Zweifel mit dem Tathergang verbunden sind:

„Gewiß heißt es bei der Tatsachenfeststellung auch fürderhin: in dubio pro reo. Bei der Rechtsanwendung steht aber vor diesem Satz der Gedanke des Schutzes von Volk und Staat gegen den Rechtsbrecher.“

Damit hatte sich Crohne eindeutig auf die NSDAP und für die Abwertung rechtsstaatlicher Grundsätze festgelegt. Am 1. April 1935 wurde er zum Leiter der Abteilung III für die Strafrechtspflege und Strafvollzug im Reichsministerium der Justiz ernannt. Nebenamtlich war Crohne seit Februar 1937 Vorsitzender des Gerichtshofes zur Entscheidung von Kompetenzkonflikten.
Als im Jahr 1938 Martin Niemöller vor Gericht stand, hatte er eine Unterredung mit Joseph Goebbels. Dieser notierte in seinem Tagebuch vom 5. Februar 1938, dass Niemöller eine kurze, aber harte Strafe erhalten solle.
Im gleichen Jahr äußerte sich Crohne zu der Frage des „Rassestrafrechts“ in der Zeitschrift Deutsche Justiz:

„Auch der Geschlechtsverkehr mit einer Unfruchtbargemachten oder mit einer Dirne ist strafbar, da das Gesetz nicht nur das deutsche Blut, sondern auch die deutsche Ehre schützen will.“

Zur sogenannten Schutzhaft legte er für die Generalstaatsanwälte fest, dass diese von der Gestapo bestimmt werde und die Gerichte diese Anweisung hinzunehmen hätten. Diese Regelung führte dann zu der Praxis, dass bestimmte Häftlinge sofort nach der Haft von der Gestapo wieder verhaftet und ins Konzentrationslager eingewiesen wurden.
Zu seinem 60. Geburtstag 1940 ehrte die Schriftleitung des Amtsblatts des Reichsjustizministeriums Deutsche Justiz Crohne mit den Worten:

„Als Leiter der ihm anvertrauten Abteilung III des Reichsjustizministeriums hat Dr. Crohne besonderen Anteil an der nationalsozialistischen Ausrichtung der Strafrechtspflege.“

Im November 1942 wechselte er zum Volksgerichtshof in die Position eines Vizepräsidenten. Der Volksgerichtshof konnte ab dem 29. Januar 1943 Fälle unter dem Tatvorwurf der Wehrkraftzersetzung behandeln. Crohne nahm dazu 1944 in einem Artikel in der Zeitschrift Der SA-Führer Stellung:

„Seid gewiß, Frontkameraden, daß der Volksgerichtshof in enger Zusammenarbeit mit der Polizei in Eurer Heimat auf der Wacht steht, um das zu sichern, was Eure beispiellose Tapferkeit gewonnen hat. […] Die Heimat zeigt sich in diesem Krieg Eurer würdig, und die wenigen andersdenkenden Verbrecher werden rücksichtslos ausgemerzt.“

Als am 3. Februar 1945 bei einem Bombenangriff Roland Freisler getötet wurde, übernahm Crohne vorübergehend die Leitung des Volksgerichtshofs. Er führte den Prozess gegen den späteren Richter des Bundesverfassungsgerichts Fabian von Schlabrendorff, den er vom Vorwurf des Hochverrats freisprach. Am 22. Februar 1945 erwirkte Crohne eine Neuordnung der Zuständigkeiten der Senate. Am 12. März 1945 wurde Harry Haffner von Hitler zum neuen Präsidenten des Volksgerichtshofes ernannt. Am 26. April 1945, während der Schlacht um Berlin, nahm Crohne sich in seiner Berliner Wohnung gemeinsam mit seiner Familie das Leben.

## Schriften
- Bedeutung und Aufgabe der Sondergerichte. In: Preußische Justiz. 1933, S. 384–85
- Die Strafrechtspflege 1937. In: Deutsche Justiz 1938, Heft 1 vom 4. Januar, S. 7 f.
- Der Volksgerichtshof im Kampf für die Front. In: Der SA-Führer (München). 1944/3, S. 6.